# Pohlia leucostoma
Pohlia leucostoma är en bladmossart som beskrevs av Fleischer 1904. Pohlia leucostoma ingår i släktet nickmossor, och familjen Bryaceae. Inga underarter finns listade i Catalogue of Life.